# Kızıloğlak, Canik
Kızıloğlak là một xã thuộc quận Canik, tỉnh Samsun, Thổ Nhĩ Kỳ. Dân số thời điểm năm 2010 là 261 người.